# カール・ユージン・ワッツ
カール・ユージン・ワッツ（英語: Carl Eugene Watts, 通称コーラル、1953年11月7日 - 2007年9月21日）は、アメリカ合衆国の連続殺人犯。服役中に死亡したため確実な殺害件数は不明だが、最低でも22件、80件以上とも言われる。

## 生涯
カールは、1953年11月7日に陸軍上等兵の子として生まれた。1歳の頃に両親が離婚、母親に引き取られた。その後、母親は再婚。